# Fécocourt
Fécocourt é uma comuna francesa na região administrativa de Grande Leste, no departamento de Meurthe-et-Moselle. Estende-se por uma área de 7,86 km². Em 2010 a comuna tinha 113 habitantes (densidade: 14,4 hab./km²).